# Алфонсо II Гонзага
Вижте пояснителната страница за други личности с името Алфонсо Гонзага.
Алфонсо II Гонзага ди Новелара (на италиански: Alfonso II Gonzaga di Novellara; * 20 април 1616, Новелара, Графство Новелара и Баньоло; † 25 юли 1678, пак там) от род Гонзага (клон Гонзага ди Новелара е Баньоло) е 7-и граф на Новелара, Баньоло и Кортенуова от 1650 г. до смъртта си.

## Произход
Той е син на Камило II Гонзага ди Новелара (* 1581, † 1650), граф на Новелара и Баньоло, и на съпругата му Каталина д' Авалос д' Аквуино д' Арагона (1586 – 1618). Има пет братя и три сестри:
- Лавиния Текла (* 1607, † 1639), графиня на Фюрстенберг като съпруга на Вратислав I фон Фюрстенберг, испански и австрийски офицер, дипломат, президент на дворцовия съвет, и графиня на Харах цу Рорау като съпруга на Ото Фридрих фон Харах цу Рорау;
- Витория Еджидия († 1627);
- Алфонсо († 1611);
- Джулио Чезаре († 1611);
- Алесандро (* 1611, † 1644), граф на Новелара и Баньоло (1640 – 1644);
- Джампиеро († 1630);
- Фаустина (* 1617, † 1637), монахиня в манастира „Корпус Домини“ в Пезаро;
- Джулио Чезаре (* 1618, † 1676), губернатор на Чивитавекия

## Биография
Той наследява собствеността върху феодалното владение след смъртта на баща си през 1650 г.
Много религиозен човек, Алфонсо II управлява мъдро графството и през 1668 г. основава манастира на монахините кармелитки и манастир на сервитите.
Посвещава се на благотворителност в полза на нуждаещи се семейства и бедни студенти. Културен човек и любител на литературата, той основава литературна академия в Новелара, наречена "dei Gelati".
След кратко затваряне на монетния двор на графството Алфонсо го отваря отново, като наема безскрупулния ковчежник Джакомо Калупи. Капути, който първоначално издава фалшифицирана валута на съседните държави, впоследствие е в центъра на доста известен скандал: в края на 60-те г. на XVII век монетният двор на Новелара става център на издаване на фалшификати, а Алфонсо II оказва малък контрол върху ковчежника си. Самият граф е подложен на риск в последвалия съдебен процес, който е с неясен изход.
Умира на 62 г. през 1678 г. и е наследен от сина си Камило III.

## Брак и потомство
∞ февруари 1647 в Маса за принцеса Ричарда Чибо-Маласпина (* 20 март 1622, Генуа; † април 1683), дъщеря на Карло I Чибо-Маласпина, княз на Маса и Карара, от която има трима сина и една дъщеря:
- Карло Гонзага ди Новелара (* 1648, † септември 1657)
- Камило III Гонзага ди Новелара (* 1649, † 1727), граф на Новелара, ∞ 1695 за Матилда д’Есте, маркиза на Сан Мартино (* 1673, † 1732), от която има 1 син и 2 дъщери. Има и 1 извънбрачен син;
- Катерина Гонзага ди Новелара (* 28 януари 1653, † 17 юли 1723), ∞ за Карло Бенедето Джустиниани, 2-ри княз на Басано (* 1649, † 1679), от която има 7 сина;
- Карло Гонзага ди Новелара († бебе)